# Nieuw-Zeeland op de Olympische Winterspelen 1994
Tijdens de Olympische Winterspelen van 1994, die in Lillehammer (Noorwegen) werden gehouden, nam Nieuw-Zeeland voor de tiende keer deel.

## Deelnemers en resultaten
(m) = mannen, (v) = vrouwen 

### Alpineskiën
| Olympiër          | Discipline       | Resultaat | Prestatie                                                       |
| ----------------- | ---------------- | --------- | --------------------------------------------------------------- |
| Simon Wi Rutene   | super g (m)      | dnf       | opgave                                                          |
| Simon Wi Rutene   | reuzenslalom (m) | dnf-1     | opgave run 1                                                    |
| Simon Wi Rutene   | slalom (m)       | dnf-1     | opgave run 1                                                    |
| Simon Wi Rutene   | combinatie (m)   | 20e       | 3.25,48 (+7,95) afdaling: 1.41,88 slalom: 1.43,60 (53,41+50,19) |
| Annelise Coberger | slalom (v)       | dnf-1     | opgave run 1                                                    |
| Claudia Riegler   | slalom (v)       | dnf-2     | opgave run 2 1.02,26+dnf                                        |

### Shorttrack
| Olympiër                                                  | Discipline           | Resultaat | Prestatie                                     |
| --------------------------------------------------------- | -------------------- | --------- | --------------------------------------------- |
| Mike McMillen                                             | 500 m (m)            | 18e       | dnq, vr 7 (3e): 44,98                         |
| Mike McMillen                                             | 1000 m (m)           | 25e       | dnq, vr 2 (4e): 1.32,65                       |
| Andrew Nicholson                                          | 500 m (m)            | 28e       | dnq, vr 5 (4e): 54,21                         |
| Andrew Nicholson                                          | 1000 m (m)           | 27e       | dnq, vr 5 (4e): 1.34,18                       |
| Chris Nicholson                                           | 500 m (m)            | 29e       | dnq, vr 8 (4e): 1.03,43                       |
| Chris Nicholson                                           | 1000 m (m)           | 28e       | dnq, vr 8 (4e): 1.34,91                       |
| Mike McMillen Andrew Nicholson Chris Nicholson Tony Smith | 5000 m aflossing (m) | 8e        | B-finale: diskwalificatie, hf 2 (4e): 7.21,58 |

Amerikaanse Maagdeneilanden · Amerikaans-Samoa · Andorra · Argentinië · Armenië · Australië · België · Bermuda · Bosnië en Herzegovina · Brazilië · Bulgarije · Canada · Chili · China · Chinees Taipei · Cyprus · Denemarken · Duitsland · Estland · Fiji · Finland · Frankrijk · Georgië · Griekenland · Groot-Brittannië · Hongarije · IJsland · Israël · Italië · Jamaica · Japan · Kazachstan · Kirgizië · Kroatië · Letland · Liechtenstein · Litouwen · Luxemburg · Mexico · Moldavië · Monaco · Mongolië · Nederland · Nieuw-Zeeland · Noorwegen · Oekraïne · Oezbekistan · Oostenrijk · Polen · Portugal · Puerto Rico · Roemenië · Rusland · San Marino · Senegal · Slovenië · Slowakije · Spanje · Trinidad en Tobago · Tsjechië · Turkije · Verenigde Staten · Wit-Rusland · Zuid-Afrika · Zuid-Korea · Zweden · Zwitserland